# L'Odalisque
L'Odalisque ou l'Odalisque brune est un tableau de François Boucher peint en 1745.

## Description
Le tableau représente une jeune femme allongée sur le ventre parmi des étoffes et des coussins, recouverte seulement d'une étoffe en travers du corps. Cette femme serait l'épouse du peintre.
Le tableau est fondé sur le pli : pli à la fesse, pli au cou selon le même Y, pli de la literie, pli de l’étoffe de velours bleu, pli du tapis.
La signature du peintre est gravée sur la table basse.
L'attitude de la jeune femme est ambigüe entre une gêne due à la présence du spectateur voyeur ou une invitation à la rejoindre.

## Autres versions
François Boucher a peint quelques années plus tard (1752) deux autres versions semblables :
- l'une conservée à l'ancienne pinacothèque de Munich montre une odalisque plus jeune, à la chevelure blonde et dans une attitude un peu moins exposée. Elle représenterait non plus l'épouse du peintre, mais Marie-Louise O'Murphy qui séduisit le roi Louis XV.
- l'autre qui se trouve au musée Wallraf Richartz de Cologne ressemble à celle de Munich.

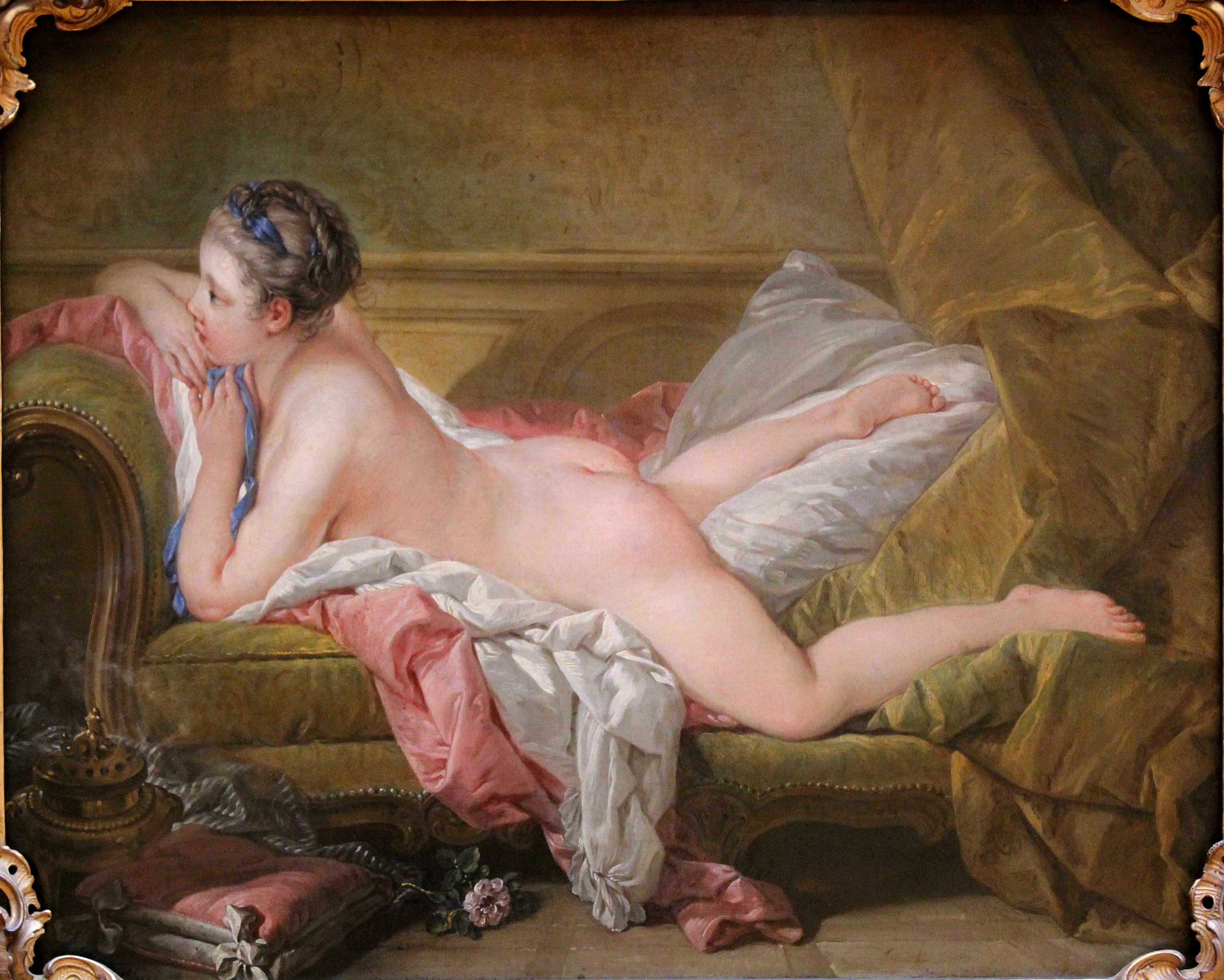
Le tableau de l'ancienne pinacothèque de Munich.
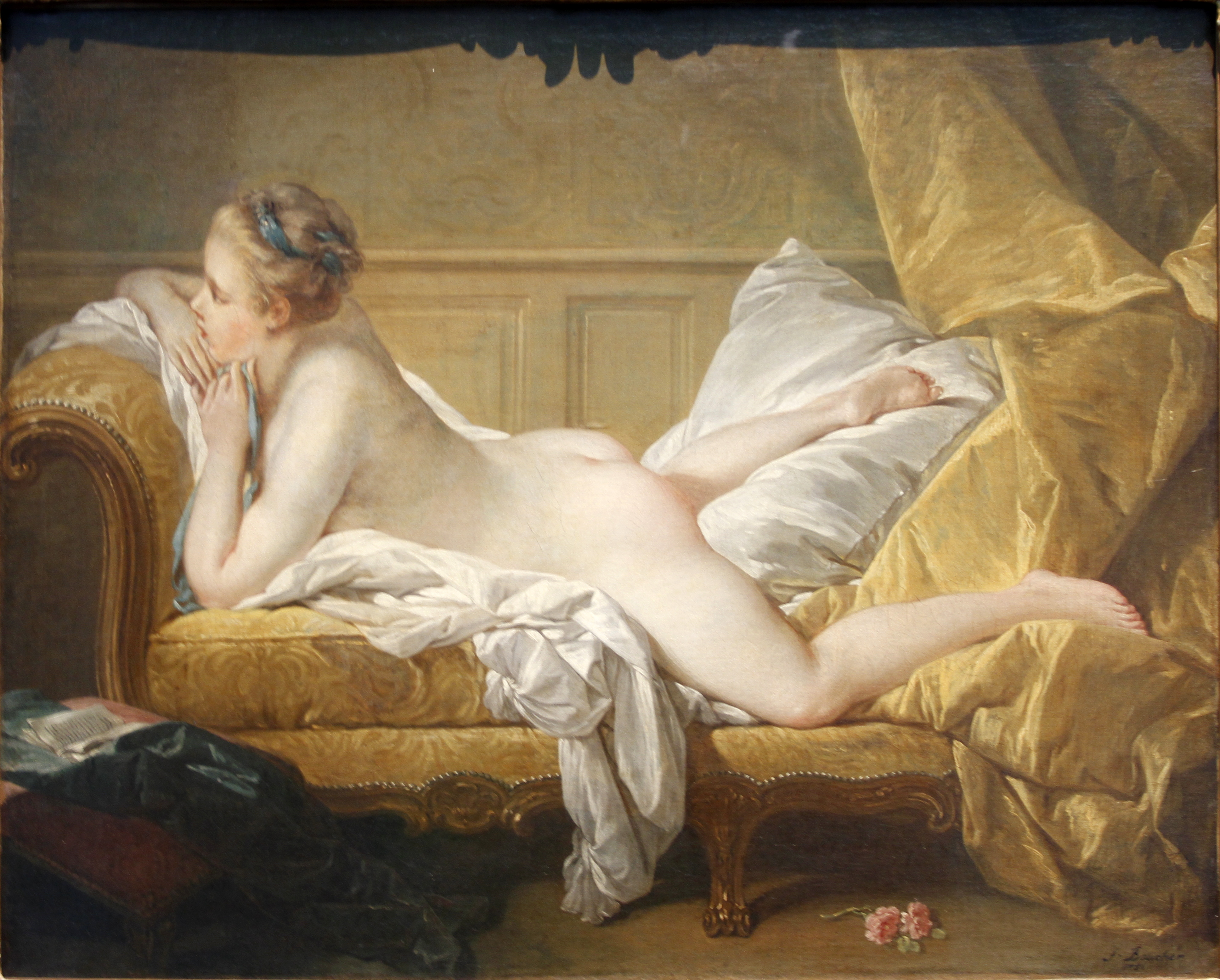
Le tableau du musée de Cologne.